# National Hockey League 2010/2011
National Hockey League 2010/2011 var den 93:e säsongen av National Hockey League som inleddes torsdagen den 7 oktober 2010 och avslutades söndagen den 10 april 2011. Slutspelet inleddes den 13 april och höll sedan på fram till den 15 juni då den sjunde och avgörande finalmatchen spelades.
För fjärde gången inleddes säsongen i Europa, denna gången med sex matcher. Carolina Hurricanes och Minnesota Wild möttes två gånger i Hartwall Arena, Helsingfors. Columbus Blue Jackets och San Jose Sharks möttes två gånger i Globen, Stockholm. Boston Bruins och Phoenix Coyotes möttes två gånger i O2 Arena, Prag.
NHL:s Winter Classic-match avgjordes för fjärde året i rad. Den 1 januari 2011 spelade Pittsburgh Penguins och Washington Capitals på Heinz Field i Pittsburgh, Pennsylvania. Den 20 februari 2011 spelade även Calgary Flames och Montreal Canadiens en utomhusmatch på McMahon Stadium i Calgary, Alberta.
NHL Entry Draft hölls den 25-26 juni 2010 i Staples Center i Los Angeles. Edmonton Oilers hade första valet och tog Taylor Hall. Den förste europé som valdes var schweizaren Nino Niederreiter som gick som nummer fem totalt och valdes av New York Islanders.
Den 58:e All-Starmatchen spelades den 30 januari 2011 i Carolina Hurricanes hemmaarena RBC Center i Raleigh, North Carolina. Matchen skulle egentligen ha spelats i Jobing.com Arena i Glendale, Arizona, hem för Phoenix Coyotes, men NHL beslöt att byta spelort på grund av de pågående ägarförändringarna i Coyotes organisation. Nicklas Lidström, Detroit Red Wings och Eric Staal, Carolina Hurricanes, var lagkaptener för varsitt All Star-lag (Team Lidström respektive Team Staal). Team Lidström vann matchen med 11-10 (4-4,3-2,4-4) och matchens MVP (mest värdefulla spelare) utsågs Patrick Sharp, Chicago Black Hawks, till.
Den svenske ishockeydomaren Marcus Vinnerborg blev den 16 november den förste icke nordamerikan att döma en NHL-match när han var domare i matchen mellan Dallas Stars och Anaheim Ducks.
Daniel Sedin vann poängligan på 104 poäng (41 mål + 63 assist) och blev den tredje svenske ishockeyspelaren som vunnit poängligan under grundserien efter Peter Forsberg och Henrik Sedin. I och med det gjorde bröderna Sedin NHL-historia som det första brödraparet som vunnit poängligan åren efter varandra.
Onsdagen den 15 juni 2011 vann Boston Bruins Stanley Cup för sjätte gången efter finalvinst mot Vancouver Canucks med 4-3 i matcher. Det var Bostons första Stanley Cup-seger på 39 år och slovaken Zdeno Chára blev den andre europeiske lagkaptenen, efter Nicklas Lidström, att få lyfta Lord Stanleys buckla. Bostons målvakt Tim Thomas vann Conn Smythe Trophy som slutspelet mest värdefulla spelare.
I den andra Stanley Cup-finalmatchen 4 juni blev Mark Recchi, Boston Bruins, historisk när han 43 år och 123 dagar gammal blev den äldste spelaren att göra mål i en Stanley Cup-final. Ett rekord som han själv slog bara två dagar senare, 6 juni, när han gjorde två mål i den tredje matchen. När Boston Bruins vann den tredje finalmatchen över Vancouver Canucks med 8-1 så var det på dagen, 6 juni, den största Stanley Cup-vinsten sedan Colorado Avalanche besegrade Florida Panthers med 8-1 under 1996 års finalserie.
Atlanta Thrashers, Georgia, spelade sin sista säsong i ligan. Efter elva säsonger i NHL blev det, efter en tids spekulationer, den 31 maj 2011 klart att Thrashers lämnar Atlanta och flyttar till Winnipeg, Manitoba. Anledningen till att Thrashers lämnar Atlanta är sviktande ekonomi bland annat på grund dåliga publiksiffror. I samband med NHL-draften 2011 offentliggjordes också namnet på den nya klubben, Winnipeg Jets.

## Grundserien
Alla lag spelade mot lagen i sin egen division 6 gånger, vilket innebar 24 matcher. Alla lag mötte dessutom de andra lagen i sin egen konferens (Conference) 4 gånger, vilket innebar 40 matcher. Därefter spelade man totalt 18 matcher mot lagen från den andra konferensen - varje lag mötte 12 lag en gång, och tre andra lag två gånger. Detta gavr totalt 82 matcher under säsongen, vilka var uppdelat på 41 hemma- och 41 bortamatcher.

### Eastern Conference
| Pos | Eastern Conference  | SM | V  | F  | OTL | GM  | IM  | +/- | PTS |
| --- | ------------------- | -- | -- | -- | --- | --- | --- | --- | --- |
| 1   | Washington Capitals | 82 | 48 | 22 | 11  | 224 | 197 | +27 | 107 |
| 2   | Philadelphia Flyers | 82 | 49 | 25 | 8   | 259 | 223 | +36 | 106 |
| 3   | Boston Bruins       | 82 | 46 | 25 | 11  | 246 | 195 | +51 | 103 |
| 4   | Pittsburgh Penguins | 82 | 49 | 25 | 8   | 238 | 199 | +39 | 106 |
| 5   | Tampa Bay Lightning | 82 | 46 | 25 | 11  | 247 | 240 | +7  | 103 |
| 6   | Montreal Canadiens  | 82 | 44 | 30 | 8   | 216 | 209 | +7  | 96  |
| 7   | Buffalo Sabres      | 82 | 43 | 29 | 10  | 245 | 229 | +16 | 96  |
| 8   | New York Rangers    | 82 | 44 | 33 | 5   | 233 | 198 | +35 | 93  |
|     |                     |    |    |    |     |     |     |     |     |
| 9   | Carolina Hurricanes | 82 | 40 | 31 | 11  | 236 | 239 | -3  | 91  |
| 10  | Toronto Maple Leafs | 82 | 37 | 34 | 11  | 218 | 251 | -33 | 85  |
| 11  | New Jersey Devils   | 82 | 38 | 39 | 5   | 174 | 209 | -35 | 81  |
| 12  | Atlanta Thrashers   | 82 | 34 | 36 | 12  | 223 | 269 | -46 | 80  |
| 13  | Ottawa Senators     | 82 | 32 | 40 | 10  | 192 | 250 | -58 | 74  |
| 14  | New York Islanders  | 82 | 30 | 39 | 13  | 229 | 264 | -35 | 73  |
| 15  | Florida Panthers    | 82 | 30 | 40 | 12  | 195 | 229 | -34 | 72  |

| Pos | Atlantic Division   | SM | V  | F  | OTL | GM  | IM  | +/- | PTS |
| --- | ------------------- | -- | -- | -- | --- | --- | --- | --- | --- |
| 1   | Philadelphia Flyers | 82 | 49 | 25 | 8   | 259 | 223 | +36 | 106 |
| 2   | Pittsburgh Penguins | 82 | 49 | 25 | 8   | 238 | 199 | +39 | 106 |
| 3   | New York Rangers    | 82 | 44 | 33 | 5   | 233 | 198 | +35 | 93  |
|     |                     |    |    |    |     |     |     |     |     |
| 4   | New Jersey Devils   | 82 | 38 | 39 | 5   | 174 | 209 | -35 | 81  |
| 5   | New York Islanders  | 82 | 30 | 39 | 13  | 229 | 264 | -35 | 73  |

| Pos | Northeast Division  | SM | V  | F  | OTL | GM  | IM  | +/- | PTS |
| --- | ------------------- | -- | -- | -- | --- | --- | --- | --- | --- |
| 1   | Boston Bruins       | 82 | 46 | 25 | 11  | 246 | 195 | +51 | 103 |
| 2   | Montreal Canadiens  | 82 | 44 | 30 | 8   | 216 | 209 | +7  | 96  |
| 3   | Buffalo Sabres      | 82 | 43 | 29 | 10  | 245 | 229 | +16 | 96  |
|     |                     |    |    |    |     |     |     |     |     |
| 4   | Toronto Maple Leafs | 82 | 37 | 34 | 11  | 218 | 251 | -33 | 85  |
| 5   | Ottawa Senators     | 82 | 32 | 40 | 10  | 192 | 250 | -58 | 74  |

| Pos | Southeast Division  | SM | V  | F  | OTL | GM  | IM  | +/- | PTS |
| --- | ------------------- | -- | -- | -- | --- | --- | --- | --- | --- |
| 1   | Washington Capitals | 82 | 48 | 22 | 11  | 224 | 197 | +27 | 107 |
| 2   | Tampa Bay Lightning | 82 | 46 | 25 | 11  | 247 | 240 | +7  | 103 |
|     |                     |    |    |    |     |     |     |     |     |
| 3   | Carolina Hurricanes | 82 | 40 | 31 | 11  | 236 | 239 | -3  | 91  |
| 4   | Atlanta Thrashers   | 82 | 34 | 36 | 12  | 223 | 269 | -46 | 80  |
| 5   | Florida Panthers    | 82 | 30 | 40 | 12  | 195 | 229 | -34 | 72  |

### Western Conference
|    | Western Conference    | SM | V  | F  | OTL | GM  | IN  | +/- | PTS |
| -- | --------------------- | -- | -- | -- | --- | --- | --- | --- | --- |
| 1  | Vancouver Canucks     | 82 | 54 | 19 | 9   | 262 | 185 | +77 | 117 |
| 2  | San Jose Sharks       | 82 | 48 | 25 | 9   | 248 | 213 | +35 | 105 |
| 3  | Detroit Red Wings     | 82 | 47 | 25 | 10  | 261 | 241 | +20 | 104 |
| 4  | Anaheim Ducks         | 82 | 47 | 30 | 5   | 239 | 235 | +4  | 99  |
| 5  | Nashville Predators   | 82 | 44 | 27 | 11  | 219 | 194 | +25 | 99  |
| 6  | Phoenix Coyotes       | 82 | 43 | 26 | 13  | 231 | 226 | +5  | 99  |
| 7  | Los Angeles Kings     | 82 | 46 | 30 | 6   | 219 | 198 | +21 | 98  |
| 8  | Chicago Blackhawks    | 82 | 44 | 29 | 9   | 258 | 225 | +33 | 97  |
|    |                       |    |    |    |     |     |     |     |     |
| 9  | Dallas Stars          | 82 | 42 | 29 | 11  | 227 | 233 | -6  | 95  |
| 10 | Calgary Flames        | 82 | 41 | 29 | 12  | 250 | 237 | +13 | 94  |
| 11 | St. Louis Blues       | 82 | 38 | 33 | 11  | 240 | 234 | +6  | 87  |
| 12 | Minnesota Wild        | 82 | 39 | 35 | 8   | 206 | 233 | -27 | 86  |
| 13 | Columbus Blue Jackets | 82 | 34 | 35 | 13  | 215 | 258 | -43 | 81  |
| 14 | Colorado Avalanche    | 82 | 30 | 44 | 8   | 227 | 288 | -61 | 68  |
| 15 | Edmonton Oilers       | 82 | 25 | 45 | 12  | 193 | 269 | -76 | 62  |

|   | Central Division      | SM | V  | F  | OTL | GM  | IN  | +/- | PTS |
| - | --------------------- | -- | -- | -- | --- | --- | --- | --- | --- |
| 1 | Detroit Red Wings     | 82 | 47 | 25 | 10  | 261 | 241 | +20 | 104 |
| 2 | Nashville Predators   | 82 | 44 | 27 | 11  | 219 | 194 | +25 | 99  |
| 3 | Chicago Blackhawks    | 82 | 44 | 29 | 9   | 258 | 225 | +33 | 97  |
|   |                       |    |    |    |     |     |     |     |     |
| 4 | St. Louis Blues       | 82 | 38 | 33 | 11  | 240 | 234 | +6  | 87  |
| 5 | Columbus Blue Jackets | 82 | 34 | 35 | 13  | 215 | 258 | -43 | 81  |

|   | Northwest Division | SM | V  | F  | OTL | GM  | IN  | +/- | PTS |
| - | ------------------ | -- | -- | -- | --- | --- | --- | --- | --- |
| 1 | Vancouver Canucks  | 82 | 54 | 19 | 9   | 262 | 185 | +77 | 117 |
|   |                    |    |    |    |     |     |     |     |     |
| 2 | Calgary Flames     | 82 | 41 | 29 | 12  | 250 | 237 | +13 | 94  |
| 3 | Minnesota Wild     | 82 | 39 | 35 | 8   | 206 | 233 | -27 | 86  |
| 4 | Colorado Avalanche | 82 | 30 | 44 | 8   | 227 | 288 | -61 | 68  |
| 5 | Edmonton Oilers    | 82 | 25 | 45 | 12  | 193 | 269 | -76 | 62  |

|   | Pacific Division  | SM | V  | F  | OTL | GM  | IN  | +/- | PTS |
| - | ----------------- | -- | -- | -- | --- | --- | --- | --- | --- |
| 1 | San Jose Sharks   | 82 | 48 | 25 | 9   | 248 | 213 | +35 | 105 |
| 2 | Anaheim Ducks     | 82 | 47 | 30 | 5   | 239 | 235 | +4  | 99  |
| 3 | Phoenix Coyotes   | 82 | 43 | 26 | 13  | 231 | 226 | +5  | 99  |
| 4 | Los Angeles Kings | 82 | 46 | 30 | 6   | 219 | 198 | +21 | 98  |
|   |                   |    |    |    |     |     |     |     |     |
| 5 | Dallas Stars      | 82 | 42 | 29 | 11  | 227 | 233 | -6  | 95  |

## Poängligan
Not: SM = Spelade matcher, M = Mål, A = Assists, Pts = Poäng, +/- = Plus/Minus (Om spelaren varit inne på flest mål framåt (+) eller bakåt (-))
| Spelare            | Lag                 | SM | M  | A  | Pts | +/- |
| ------------------ | ------------------- | -- | -- | -- | --- | --- |
| Daniel Sedin       | Vancouver Canucks   | 82 | 41 | 63 | 104 | +29 |
| Martin St. Louis   | Tampa Bay Lightning | 82 | 31 | 68 | 99  | ±0  |
| Corey Perry        | Anaheim Ducks       | 82 | 50 | 48 | 98  | +9  |
| Henrik Sedin       | Vancouver Canucks   | 82 | 19 | 75 | 94  | +26 |
| Steven Stamkos     | Tampa Bay Lightning | 82 | 45 | 46 | 91  | +3  |
| Jarome Iginla      | Calgary Flames      | 82 | 43 | 43 | 86  | ±0  |
| Aleksandr Ovetjkin | Washington Capitals | 79 | 32 | 53 | 85  | +24 |
| Teemu Selänne      | Anaheim Ducks       | 73 | 31 | 49 | 80  | +6  |
| Henrik Zetterberg  | Detroit Red Wings   | 80 | 24 | 56 | 80  | -1  |
| Eric Staal         | Carolina Hurricanes | 81 | 33 | 43 | 76  | -10 |

## Målvaktsligan
Not: Endast målvakter som spelat minst 1.800 minuter under grundserien kommer med på målvaktsligan
Not: SM = Spelade matcher, ST = Speltid (minuter på isen), V = Vinster, F = Förluster, OT = Övertidsförluster, IM = Insläppta mål, SO = Antalet hållna nollor under säsongen, SV% = Räddningsprocent, GAA = I snitt insläppta mål/match
| Spelare           | Lag                 | SM | ST       | V  | F  | OT | IM  | SO | SV%  | GAA  |
| ----------------- | ------------------- | -- | -------- | -- | -- | -- | --- | -- | ---- | ---- |
| Tim Thomas        | Boston Bruins       | 57 | 3.363:58 | 35 | 11 | 9  | 112 | 9  | 93,8 | 2.00 |
| Roberto Luongo    | Vancouver Canucks   | 60 | 3.589:39 | 38 | 15 | 7  | 126 | 4  | 92,8 | 2.11 |
| Pekka Rinne       | Nashville Predators | 64 | 3.789:15 | 33 | 22 | 9  | 134 | 6  | 93,0 | 2.12 |
| Jonathan Quick    | Los Angeles Kings   | 61 | 3.590:34 | 35 | 22 | 3  | 134 | 6  | 91,8 | 2.24 |
| Henrik Lundqvist  | New York Rangers    | 68 | 4.006:40 | 36 | 27 | 5  | 152 | 11 | 92,3 | 2.28 |
| Corey Crawford    | Chicago Blackhawks  | 57 | 3.336:37 | 33 | 18 | 6  | 128 | 4  | 91,7 | 2.30 |
| Marc-André Fleury | Pittsburgh Penguins | 65 | 3.695:10 | 36 | 20 | 5  | 143 | 3  | 91,8 | 2.32 |
| Carey Price       | Montreal Canadiens  | 72 | 4.206:08 | 38 | 28 | 6  | 165 | 8  | 92,3 | 2.35 |
| Antti Niemi       | San Jose Sharks     | 60 | 3.523:54 | 35 | 18 | 6  | 140 | 6  | 92,0 | 2.38 |
| Brian Boucher     | Philadelphia Flyers | 34 | 1.884:34 | 18 | 10 | 4  | 76  | 0  | 91,6 | 2.42 |

## Slutspelet

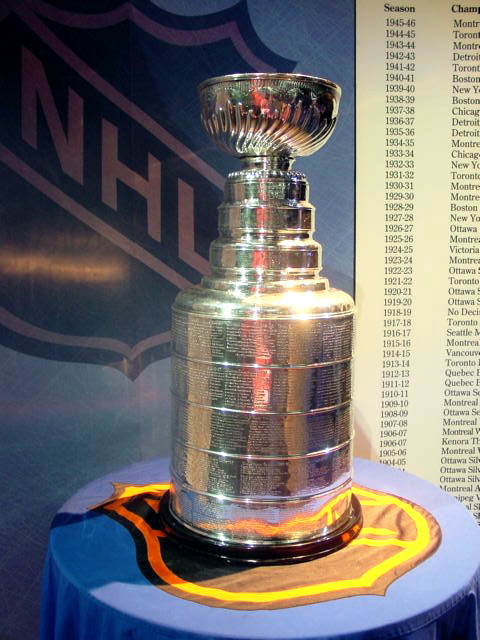
Stanley Cup-trofén

16 lag gör upp om Stanley Cup. Samtliga matchserier avgörs i bäst av sju matcher.

### Slutspelsträd
|  | Kvartsfinaler inom konferensen | Kvartsfinaler inom konferensen        | Kvartsfinaler inom konferensen |   |                   | Semifinaler inom konferensen | Semifinaler inom konferensen | Semifinaler inom konferensen |                   |                   | Finaler inom konferensen | Finaler inom konferensen | Finaler inom konferensen |  |  | Stanley Cup-finalen | Stanley Cup-finalen | Stanley Cup-finalen |
|  |                                |                                       |                                |   |                   |                              |                              |                              |                   |                   |                          |                          |                          |  |  |                     |                     |                     |
|  | 1                              | Washington Capitals                   | 4                              |   |                   | 1                            | Washington Capitals          | 0                            |                   |                   |                          |                          |                          |  |  |                     |                     |                     |
|  | 8                              | New York Rangers                      | 1                              |   |                   | 5                            | Tampa Bay Lightning          | 4                            |                   |                   |                          |                          |                          |  |  |                     |                     |                     |
|  |                                |                                       |                                |   |                   |                              |                              |                              |                   |                   |                          |                          |                          |  |  |                     |                     |                     |
|  | 2                              | Philadelphia Flyers                   | 4                              |   |                   |                              |                              |                              | Östra konferensen | Östra konferensen | Östra konferensen        | Östra konferensen        | Östra konferensen        |  |  |                     |                     |                     |
|  | 2                              | Philadelphia Flyers                   | 4                              |   |                   |                              |                              |                              | Östra konferensen | Östra konferensen | Östra konferensen        | Östra konferensen        | Östra konferensen        |  |  |                     |                     |                     |
|  | 7                              | Buffalo Sabres                        | 3                              |   |                   |                              |                              |                              |                   |                   |                          |                          |                          |  |  |                     |                     |                     |
|  | 7                              | Buffalo Sabres                        | 3                              |   |                   |                              |                              |                              |                   | 3                 | Boston Bruins            | 4                        |                          |  |  |                     |                     |                     |
|  |                                |                                       |                                |   |                   |                              |                              |                              |                   | 3                 | Boston Bruins            | 4                        |                          |  |  |                     |                     |                     |
|  |                                | 5                                     | Tampa Bay Lightning            | 3 |                   |                              |                              |                              |                   |                   |                          |                          |                          |  |  |                     |                     |                     |
|  | 3                              | 5                                     | Tampa Bay Lightning            | 3 | Boston Bruins     | 4                            |                              |                              |                   |                   |                          |                          |                          |  |  |                     |                     |                     |
|  | 3                              |                                       |                                |   | Boston Bruins     | 4                            |                              |                              |                   |                   |                          |                          |                          |  |  |                     |                     |                     |
|  | 6                              | Montreal Canadiens                    | 3                              |   |                   |                              |                              |                              |                   |                   |                          |                          |                          |  |  |                     |                     |                     |
|  | 6                              | Montreal Canadiens                    | 3                              |   |                   |                              |                              |                              |                   |                   |                          |                          |                          |  |  |                     |                     |                     |
|  |                                |                                       |                                |   |                   |                              |                              |                              |                   |                   |                          |                          |                          |  |  |                     |                     |                     |
|  |                                |                                       |                                |   |                   |                              |                              |                              |                   |                   |                          |                          |                          |  |  |                     |                     |                     |
|  | 4                              | Pittsburgh Penguins                   | 3                              |   | 2                 | Philadelphia Flyers          | 0                            |                              |                   |                   |                          |                          |                          |  |  |                     |                     |                     |
|  | 4                              | Pittsburgh Penguins                   | 3                              |   | 2                 | Philadelphia Flyers          | 0                            |                              |                   |                   |                          |                          |                          |  |  |                     |                     |                     |
|  | 5                              | Tampa Bay Lightning                   | 4                              |   |                   | 3                            | Boston Bruins                | 4                            |                   |                   |                          |                          |                          |  |  |                     |                     |                     |
|  | 5                              | Tampa Bay Lightning                   | 4                              |   |                   |                              |                              |                              |                   | EC3               | Boston Bruins            | 4                        |                          |  |  |                     |                     |                     |
|  |                                | (Lagen omseedas efter kvartfinalerna) |                                |   |                   |                              |                              |                              |                   | EC3               | Boston Bruins            | 4                        |                          |  |  |                     |                     |                     |
|  |                                | WC1                                   | Vancouver Canucks              | 3 |                   |                              |                              |                              |                   |                   |                          |                          |                          |  |  |                     |                     |                     |
|  | 1                              | WC1                                   | Vancouver Canucks              | 3 | Vancouver Canucks | 4                            |                              |                              | 1                 | Vancouver Canucks | 4                        |                          |                          |  |  |                     |                     |                     |
|  | 1                              |                                       |                                |   | Vancouver Canucks | 4                            |                              |                              | 1                 | Vancouver Canucks | 4                        |                          |                          |  |  |                     |                     |                     |
|  | 8                              | Chicago Black Hawks                   | 3                              |   |                   | 5                            | Nashville Predators          | 2                            |                   |                   |                          |                          |                          |  |  |                     |                     |                     |
|  | 8                              | Chicago Black Hawks                   | 3                              |   |                   | 5                            | Nashville Predators          | 2                            |                   |                   |                          |                          |                          |  |  |                     |                     |                     |
|  |                                |                                       |                                |   |                   |                              |                              |                              |                   |                   |                          |                          |                          |  |  |                     |                     |                     |
|  | 2                              | San Jose Sharks                       | 4                              |   |                   |                              |                              |                              |                   |                   |                          |                          |                          |  |  |                     |                     |                     |
|  | 2                              | San Jose Sharks                       | 4                              |   |                   |                              |                              |                              |                   |                   |                          |                          |                          |  |  |                     |                     |                     |
|  | 7                              | Los Angeles Kings                     | 2                              |   |                   |                              |                              |                              |                   |                   |                          |                          |                          |  |  |                     |                     |                     |
|  | 7                              | Los Angeles Kings                     | 2                              |   |                   |                              |                              |                              | 1                 | Vancouver Canucks | 4                        |                          |                          |  |  |                     |                     |                     |
|  |                                |                                       |                                |   |                   |                              |                              |                              | 1                 | Vancouver Canucks | 4                        |                          |                          |  |  |                     |                     |                     |
|  |                                | 2                                     | San Jose Sharks                | 1 |                   |                              |                              |                              |                   |                   |                          |                          |                          |  |  |                     |                     |                     |
|  | 3                              | 2                                     | San Jose Sharks                | 1 | Detroit Red Wings | 4                            |                              |                              |                   |                   |                          |                          |                          |  |  |                     |                     |                     |
|  | 3                              |                                       |                                |   | Detroit Red Wings | 4                            |                              |                              |                   |                   |                          |                          |                          |  |  |                     |                     |                     |
|  | 6                              | Phoenix Coyotes                       | 0                              |   |                   |                              |                              |                              |                   |                   | Västra konferensen       | Västra konferensen       | Västra konferensen       |  |  |                     |                     |                     |
|  | 6                              | Phoenix Coyotes                       | 0                              |   |                   |                              |                              |                              |                   |                   | Västra konferensen       | Västra konferensen       | Västra konferensen       |  |  |                     |                     |                     |
|  |                                |                                       |                                |   |                   |                              |                              |                              |                   |                   |                          |                          |                          |  |  |                     |                     |                     |
|  | 4                              | Anaheim Ducks                         | 2                              |   | 2                 | San Jose Sharks              | 4                            |                              |                   |                   |                          |                          |                          |  |  |                     |                     |                     |
|  | 4                              | Anaheim Ducks                         | 2                              |   | 2                 | San Jose Sharks              | 4                            |                              |                   |                   |                          |                          |                          |  |  |                     |                     |                     |
|  | 5                              | Nashville Predators                   | 4                              |   |                   | 3                            | Detroit Red Wings            | 3                            |                   |                   |                          |                          |                          |  |  |                     |                     |                     |

### Kvartsfinalerna
Not: Alla tider för matchstart är eastern time

## Poängligan i slutspelet
Not: SM = Spelade matcher, M = Mål, A = Assists, Pts = Poäng, +/- = Plus/Minus (Om spelaren varit inne på flest mål framåt (+) eller bakåt (-))
| Spelare            | Lag                 | SM | M  | A  | Pts | +/- |
| ------------------ | ------------------- | -- | -- | -- | --- | --- |
| David Krejčí       | Boston Bruins       | 25 | 12 | 11 | 23  | +8  |
| Henrik Sedin       | Vancouver Canucks   | 25 | 3  | 19 | 22  | -11 |
| Martin St. Louis   | Tampa Bay Lightning | 18 | 10 | 10 | 20  | -8  |
| Daniel Sedin       | Vancouver Canucks   | 25 | 9  | 11 | 20  | -9  |
| Patrice Bergeron   | Boston Bruins       | 23 | 6  | 14 | 20  | +15 |
| Brad Marchand      | Boston Bruins       | 25 | 11 | 8  | 19  | +12 |
| Ryan Kesler        | Vancouver Canucks   | 24 | 7  | 12 | 19  | ±0  |
| Vincent Lecavalier | Tampa Bay Lightning | 18 | 6  | 13 | 19  | +6  |
| Alexandre Burrows  | Vancouver Canucks   | 25 | 9  | 8  | 17  | ±0  |
| Michael Ryder      | Boston Bruins       | 25 | 8  | 9  | 17  | +8  |
| Nathan Horton      | Boston Bruins       | 21 | 8  | 9  | 17  | +11 |
| Teddy Purcell      | Tampa Bay Lightning | 18 | 6  | 11 | 17  | +4  |
| Joe Thornton       | San Jose Sharks     | 18 | 3  | 14 | 17  | -5  |

## NHL awards

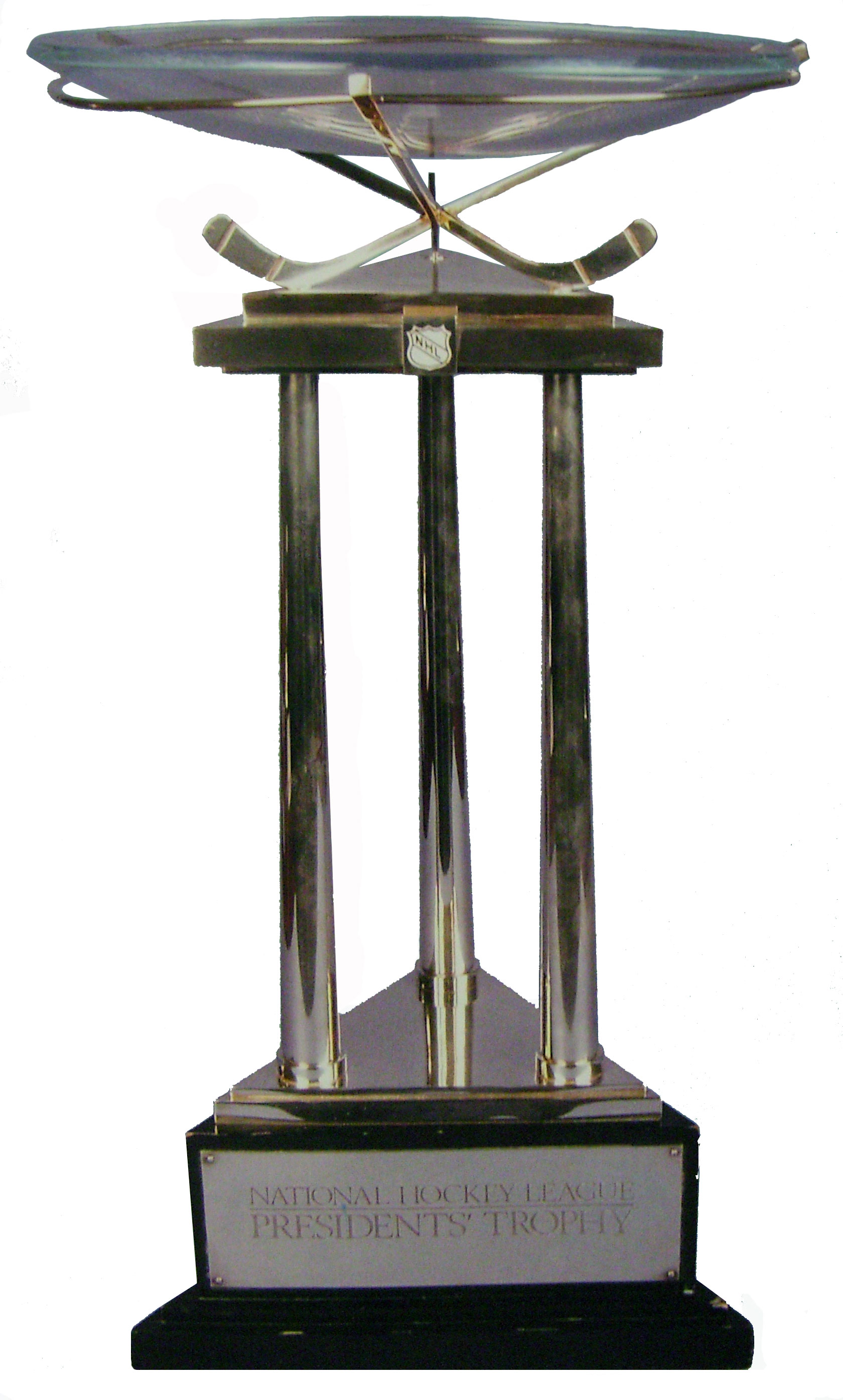
Presidents' Trophy går till det lag med mest poäng i grundserien

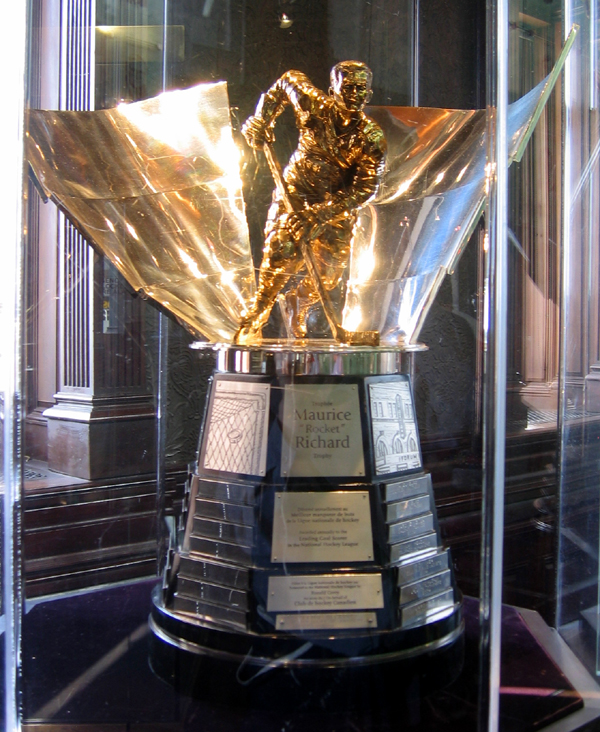
Maurice "Rocket" Richard Trophy vinner den som gjort flest mål

| Pris                                  | Mottagare                                           |
| ------------------------------------- | --------------------------------------------------- |
| Stanley Cup                           | Boston Bruins                                       |
| Presidents' Trophy                    | Vancouver Canucks                                   |
| Prince of Wales Trophy                | Boston Bruins                                       |
| Clarence S. Campbell Bowl             | Vancouver Canucks                                   |
| Art Ross Trophy                       | Daniel Sedin (Vancouver Canucks)                    |
| Bill Masterton Memorial Trophy        | Ian Laperriere (Philadelphia Flyers)                |
| Calder Memorial Trophy                | Jeff Skinner (Carolina Hurricanes)                  |
| Conn Smythe Trophy                    | Tim Thomas (Boston Bruins)                          |
| Frank J. Selke Trophy                 | Ryan Kesler (Vancouver Canucks)                     |
| Hart Memorial Trophy                  | Corey Perry (Anaheim Ducks)                         |
| Jack Adams Award                      | Dan Bylsma (Pittsburgh Penguins)                    |
| James Norris Memorial Trophy          | Nicklas Lidström (Detroit Red Wings)                |
| King Clancy Memorial Trophy           | Doug Weight (New York Islanders)                    |
| Lady Byng Memorial Trophy             | Martin St. Louis (Tampa Bay Lightning)              |
| Ted Lindsay Award                     | Daniel Sedin (Vancouver Canucks)                    |
| Maurice "Rocket" Richard Trophy       | Corey Perry (Anaheim Ducks)                         |
| NHL General Manager of the Year Award | Mike Gillis (Vancouver Canucks)                     |
| NHL Plus/Minus Award                  | Zdeno Chára (Boston Bruins)                         |
| Roger Crozier Saving Grace Award      | Tim Thomas (Boston Bruins)                          |
| Vézina Trophy                         | Tim Thomas (Boston Bruins)                          |
| William M. Jennings Trophy            | Roberto Luongo & Cory Schneider (Vancouver Canucks) |
| Lester Patrick Trophy                 | Mark Johnson, Jeff Sauer, Bob Pulford & Toni Rossi  |
| Mark Messier Leadership Award         | Zdeno Chára (Boston Bruins)                         |

## NHL All-Star Team
| Första laget                         | Position | Andra laget                              |
| ------------------------------------ | -------- | ---------------------------------------- |
| Tim Thomas (Boston Bruins)           | M        | Pekka Rinne (Nashville Predators)        |
| Nicklas Lidström (Detroit Red Wings) | B        | Zdeno Chára (Boston Bruins)              |
| Shea Weber (Nashville Predators)     | B        | Ľubomír Višňovský (Anaheim Ducks)        |
| Henrik Sedin (Vancouver Canucks)     | C        | Steven Stamkos (Tampa Bay Lightning)     |
| Corey Perry (Anaheim Ducks)          | HF       | Martin St. Louis (Tampa Bay Lightning)   |
| Daniel Sedin (Vancouver Canucks)     | VF       | Aleksandr Ovetjkin (Washington Capitals) |

### NHL All-Rookie Team
| Position | Spelare         | Klubb               |
| -------- | --------------- | ------------------- |
| Målvakt  | Corey Crawford  | Chicago Blackhawks  |
| Back     | John Carlson    | Washington Capitals |
| Back     | P. K. Subban    | Montreal Canadiens  |
| Forward  | Logan Couture   | San Jose Sharks     |
| Forward  | Michael Grabner | New York Islanders  |
| Forward  | Jeff Skinner    | Carolina Hurricanes |

## Debutanter
Debutanter under säsongen:
- Logan Couture, San Jose Sharks
- Jordan Eberle, Edmonton Oilers
- Oliver Ekman Larsson, Phoenix Coyotes
- Cam Fowler, Anaheim Ducks
- Michael Grabner, New York Islanders
- Marc-André Gragnani, Buffalo Sabres
- Taylor Hall, Edmonton Oilers
- Marcus Johansson, Washington Capitals
- Marcus Krüger, Chicago Blackhawks
- Nick Leddy, Chicago Blackhawks
- Anders Lindbäck, Nashville Predators
- Brad Marchand, Boston Bruins
- Nino Niederreiter, New York Islanders
- Linus Omark, Edmonton Oilers
- Magnus Pääjärvi Svensson, Edmonton Oilers
- Tyler Seguin, Boston Bruins
- Jeff Skinner, Carolina Hurricanes
- Mats Zuccarello Aasen, New York Rangers

## Sista matchen i NHL
Bland de spelare som gjorde sin sista säsong i NHL fanns bland annat:
- Derek Boogaard, New York Rangers [11]
- Peter Forsberg, Colorado Avalanche [12]
- Adam Foote, Colorado Avalanche [13]
- Fredrik Modin, Calgary Flames [14]
- Brian Rafalski, Detroit Red Wings [15]
- Doug Weight, New York Islanders [16]